# باقرقره شکم‌سیاه
کوکر شکم‌سیاه (نام علمی: Pterocles orientalis) نام یک گونه از تیره کوکران است. این پرندهای از راستهٔ کوکرسانان و تیرهٔ کوکران است. این پرنده از نظر جثه بزرگ‌ترین نوع کوکر بومی ایران است و بیشترین پراکندگی را هم دارد به طوری‌که در تمام مناطق ایران به جز نواحی ساحلی شمال و جنوب زندگی می‌کند.

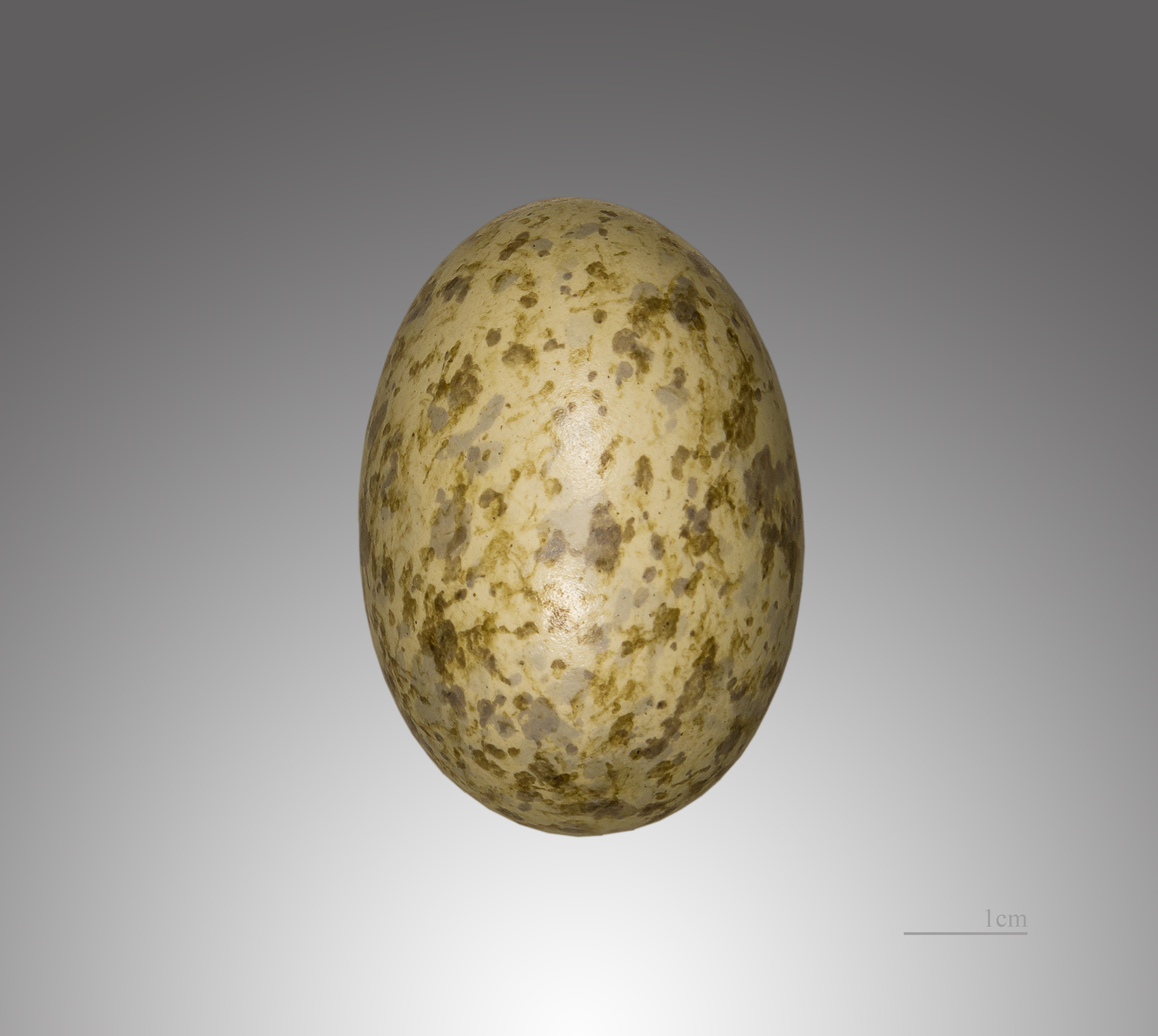
تخم کوکر

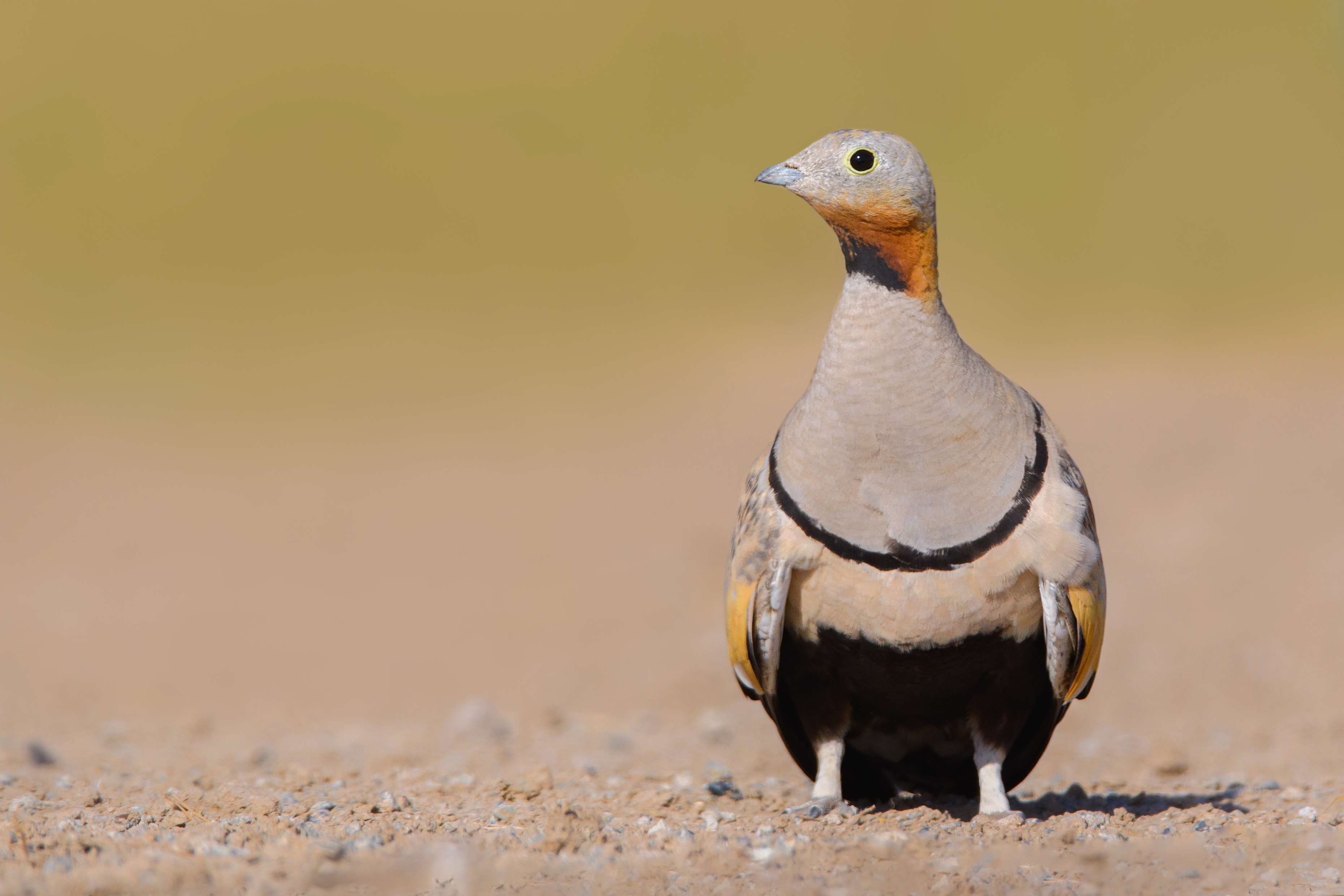
کوکر شکم‌سیاه در پناهگاه حیات وحش شیراحمد

## طبقه‌بندی
کوکر شکم‌سیاه به‌طور رسمی توسط کارل لینه، طبیعت‌شناس سوئدی در سال ۱۷۵۸ در ویرایش دهم کتاب «سیستم‌های طبیعی» او توصیف شد. او آن را در کنار همه پرندگان خروس‌مانند دیگر در سردهٔ تترا قرار داد و نام دوجمله‌ای Tetra orientalis را ابداع کرد. کوکر شکم‌سیاه در حال حاضر با ۱۳ گونه دیگر در سردهٔ Pterocles قرار می‌گیرد که در سال ۱۸۱۵ توسط جانورشناس هلندی کوئنراد جاکوب تممینک معرفی شد. نام سردهٔ ترکیبی از یونان باستان pteron به معنای «بال» با -klēs به معنای «قابل توجه» یا «با شکوه» است.
دو زیرگونه شناخته شده‌است:
P. o. orientalis (لینه، ۱۷۵۸) - جزایر قناری، شبه‌جزیره ایبری، مراکش تا غرب ایران
P. o. arenarius (پالاس، ۱۷۷۵) - قزاقستان تا جنوب ایران و افغانستان، شرق تا شمال غرب چین

## ویژگی‌ها
کوکر شکم‌سیاه ۳۳ تا ۳۹ سانتی‌متر (۱۳ تا ۱۵ اینچ) طول و ۳۰۰ تا ۶۱۵ گرم (۱۰٫۶ تا ۲۱٫۷ اونس) وزن دارد که احتمالاً بزرگ‌ترین گونه در خانواده کوکران است. نر دارای سر، گردن و سینه خاکستری است. زیرتنه مشکی و روتنه طلایی مایل به قهوه‌ای با خطوط تیره‌تر است. یک حاشیه سیاه نازک در اطراف سینه تحتانی و یک لکه گلویی شاه‌بلوطی وجود دارد. دارای بال‌های بلند نوک‌تیز و پرواز مستقیم و سریع است. زیربال‌های سفید و شکم سیاه سبب می‌شود که این گونه در هنگام پرواز به آسانی شناسایی شود. گله‌ها در سحر به چاله‌های آبیاری پرواز می‌کنند.
ماده دارای بخش‌های بالایی قهوه‌ای‌تر و باریک‌تر از جمله سر و سینه است. زیرتنه و نوار سینه مشابه مردان است. نژاد شرقی رنگ پریده‌تر و سنگین‌تر از شرقی است. نرها دارای روتنه زردتر و زیرتنه خاکستری‌تر از فرم غربی هستند. ماده‌ها در زیر سفیدتر هستند، اما اغلب غیرقابل تفکیک هستند.